# Astroloma
Astroloma es un género de plantas fanerógamas que pertenecen a la familia Ericaceae. Comprende 34 especies descritas y de estas, solo 20 aceptadas.
La mayoría de las especies son endémicas del oeste de Australia. Son pequeños arbustos con las flores tubulares.

## Taxonomía
El género  fue descrito por Robert Brown y publicado en Prodromus Florae Novae Hollandiae 538. 1810. species

## Especies aceptadas
A continuación se brinda un listado de las especies del género Astroloma aceptadas hasta febrero de 2014, ordenadas alfabéticamente. Para cada una se indica el nombre binomial seguido del autor, abreviado según las convenciones y usos.
- Astroloma baxteri A.Cunn. ex DC.
- Astroloma cataphractum A.J.G.Wilson MS
- Astroloma ciliatum (Lindl.) Druce
- Astroloma compactum R.Br.
- Astroloma conostephioides (Sond.) F.Muell. ex Benth.
- Astroloma drummondii Sond.
- Astroloma epacridis (DC.) Druce
- Astroloma foliosum Sond.
- Astroloma glaucescens Sond.
- Astroloma humifusum (Cav.) R.Br.
- Astroloma macrocalyx Sond.
- Astroloma microcalyx Sond.
- Astroloma microdonta Benth.
- Astroloma microphyllum Stschegl.
- Astroloma pallidum R.Br.
- Astroloma pedicellatum A.J.G.Wilson MS
- Astroloma pinifolium (R.Br.) Benth.
- Astroloma recurvum A.J.G.Wilson MS
- Astroloma serratifolium (DC.) Druce
- Astroloma stomarrhena Sond.
- Astroloma tectum R.Br.
- Astroloma xerophyllum (DC.) Sond.